# Мосійчук Ярослава Володимирівна
Ярослава Володимирівна Куртяк (нар. 6 червня 1960, с. Джуринська Слобідка, у Чортківському районі Тернопільської області), у шлюбі Мосійчук — українська та радянська акторка. Народна артистка України (2016). Член Національної спілки театральних діячів України.

## Життєпис
Ярослава Мосійчук народилася 1960 року в селі Джуринська Слобідка Чортківського району Тернопільської області, нині Україна. Батько Володимир у молодості пережив війну і післявоєнні часи. Мати Анна залишилася сиротою у дворічному віці, виховувалася батьком і трьома братами. Згодом переселена внаслідок депортації із земель, що відійшли до Польщі.
Закінчила Дніпропетровське театральне училище (1979) і Навчально-науковий інститут мистецтв Прикарпатського національного університету імені Василя Стефаника.
У 1979—1985 — акторка Тернопільського (нині академічний театр), Рівненського (1985—1999), Чернівецького (1999—2005) драматичних театрів.
З 2005-го — знову на тернопільській сцені.

## Ролі
|  | Більше сотні зіграних ролей, прожитих людських доль у виставах української класичної, сучасної та зарубіжної драматургії. Її неповторна органіка, виняткове володіння думкою і словом, витонченою пластикою — запорука творення напрочуд достовірних характерів, професійно довершених образів. |

Окремі ролі
- Марія — «Сльози Божої Матері» О. Мосійчука за романом «Марія» Уласа Самчука,
- Міріам — «Ціною крові» за Лесею Українкою,
- Мавка — «Лісова пісня» Лесі Українки,
- Неріса — «Одержима. Оргія» Лесі Українки,[1]
- Варка — «Безталанна» І. Карпенка-Карого,
- Катря — «Не судилось» М. Старицького,
- Маруся «Ой, не ходи, Грицю…» М. Старицького,
- Мавра — «У неділю рано…» за Ольгою Кобилянською,
- Панночка — «Вій» за М. Гоголем,
- Оксана — «Різдвяна ніч» за М. Гоголем,
- Анна — «Украдене щастя» І. Франка.
- Ада — «Терпкий аромат трояндової ночі» А. Касона,
- Подорожня — «Наречена світанкової зорі» А. Касона,
- Лаура — «Віщі сни» за Ф. Війоном,
- Неле — «Легенда про Уленшпігеля» Шарля-де-Костера,
- Люсі Краун — «Того далекого літа» І. Шоу,
- Катрін — «Вісім люблячих жінок» Р. Тома,
- Вікторія — «За крок до тебе» М. Коляди,
- Кончіта — «Остання жінка Дон Жуана» Л. Жуховицького,
- Граціела — «До ваших послуг, удовиці» Р. Маротта, Д. Рандоне,
- Марися — «Мартин Боруля» І. Карпенко-Карий[4].

## Нагороди

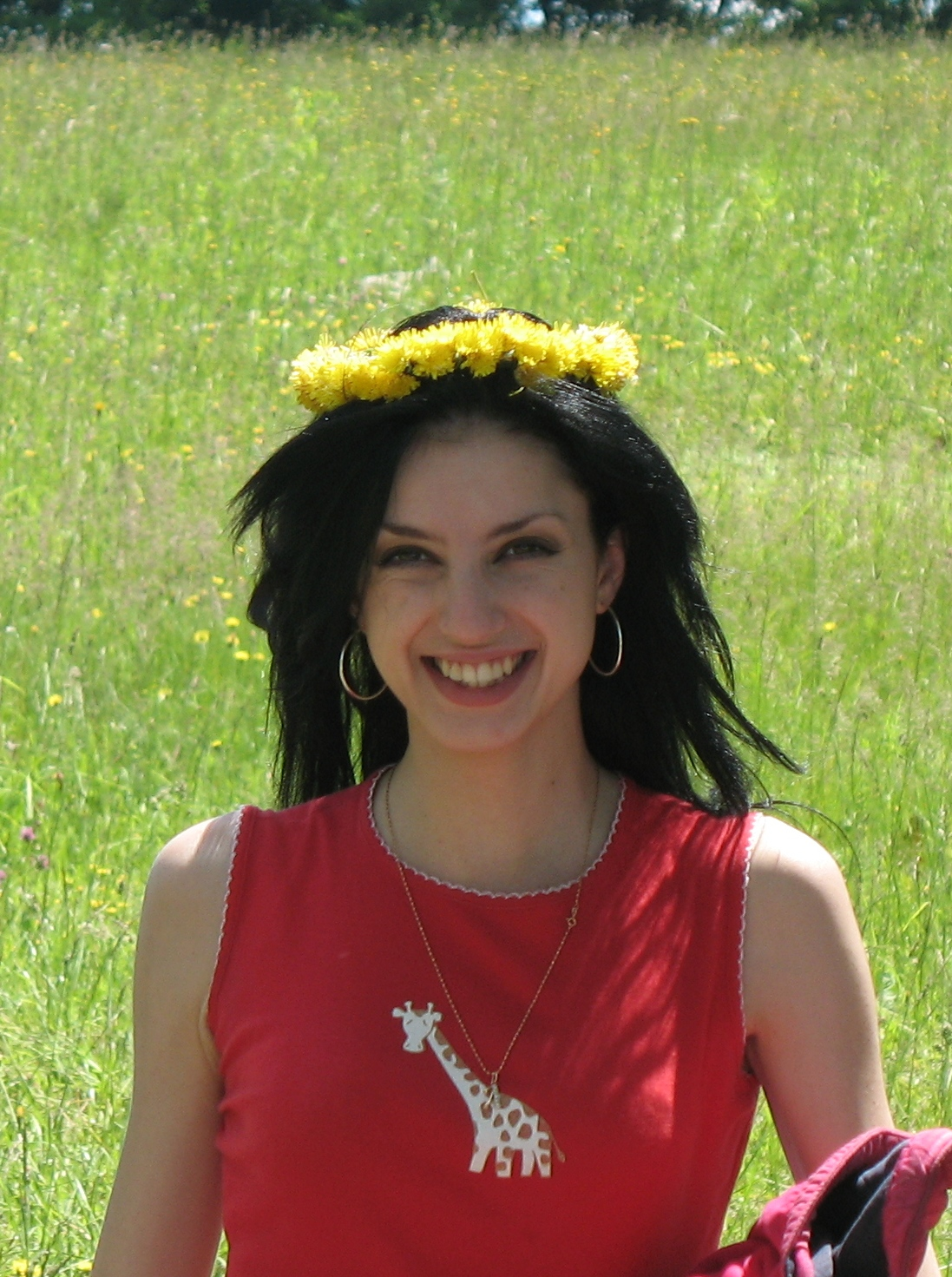
Донька Анна

- Почесне звання «Заслужена артистка України» (1997);
- Почесне звання «Народна артистка України» (4 березня 2016);[5]
- Лауреатка обласної премії в номінації «Театральне мистецтво — імені Леся Курбаса» — за роль Подорожньої у виставі «Наречена світанкової зорі» А. Касона (2016)[6].